# Szlak Mazursko-Kurpiowski
Szlak Mazursko-Kurpiowski – biegnie terenem równinnym, będącym dawniej pograniczem polsko-wschodniopruskim. Na trasie spotyka się unikatowe pomniki przyrody np. grupę okazałych jałowców czy stare dęby. Prowadzi przez miejscowości: Szczytno – Rudka – Małdaniec – Lipowiec – Radostowo – Klon.
Szlak ten oznakowany jest  kolorem żółtym. Trasa ma 41 km, a czas przejścia ok. 11,5 godz.
km.1   km.2  opis
0.00
```
41.00
Szczytno Urząd Miasta.
```

Początek/koniec szlaku. Miasto powiatowe położone na pograniczu Poj. Olsztyńskiego i Równiny Mazurskiej. Około 30 tys. mieszkańców, PKP, PKS, szpital, Oficerska Szkoła Policji. Prawa miejskie Szczytno otrzymało dopiero w 1723 roku, ale tradycje osadnicze w tym miejscu są dużo starsze. Zamek krzyżacki powstał tu w połowie XIV wieku. Przez wieki strzegł on pogranicza z Mazowszem, później służył jako miejsce pobytu książąt pruskich polujących w pobliskich lasach. W XIX wieku Szczytno było silnym ośrodkiem polskości na Mazurach. Wydawane tu były pisma polskie, istniały polskie organizacje społeczne. Miasto ma niewiele obiektów zabytkowych. Na zapleczu Urzędu Miasta stoją zabezpieczone ruiny zamku krzyżackiego, obiekt potocznie zwany zamkiem powstał w 1933 roku i mieści urzędy oraz Muzeum Mazurskie z rozbudowanym działem etnograficznym. Z wieży tego budynku rozległy widok na okolicę. Przy ulicy Warszawskiej stoi barokowy kościół ewangelicko-augsburski z 1718 roku.
2.70
```
38.30
Szczytno.
```

Granica miasta.
4.00
```
37.00
Rozejście szlaków.
```

Odchodzi szlak zielony wm-2061-z.
8.00
```
33.00
Rudka.
```

Wieś, typowa ulicówka lokowana w połowie XV wieku. Zabudowa wsi zwarta, murowana z pojedynczymi budynkami drewnianymi. Przy drodze murowany budynek szkolny z 1913 roku.
13.50
```
27.50
Małdaniec.
```

17.00
```
24.00
Rzeka Wałpusz.
```

Wypływa z jeziora o tej samej nazwie położonego na północny wschód od Szczytna, dopływ Omulwi.
25.50
```
15.50
Rezerwat 
Aleja Jałowców
.
```

Wzdłuż piaszczystej drogi grupa ponad 20 okazałych jałowców mających kilka metrów wysokości, niestety najokazalszy z nich 12-metrowej wysokości i 2-metrowym obwodzie usechł kilka lat temu.
27.50
```
13.50
Lipowiec.
```

Wieś na obrzeżach Puszczy Piskiej lokowana w 1666 roku. Siedziba parafii ewangelickiej i katolickiej. We wsi neogotycki kościół katolicki pw. św. Walentego wzniesiony w 1892 roku, za kościołem cmentarz parafialny. Zachowało się we wsi kilka chałup drewnianych ustawionych w charakterystyczny dla Mazur sposób, szczytem do drogi.
33.50
```
7.50
Radostowo.
```

Wieś.
41.00
```
0.00
Klon.
```

Duża wieś na trasie Wielbark – Rozogi o ciekawym i czytelnym układzie przestrzennym i zachowanej w dużej części zabudowie drewnianej z XIX wieku, niestety stopniowo niszczejącej. Przed budynkiem dawnej szkoły stoi pomnik upamiętniający mieszkańców wsi, którzy zginęli w czasie I wojny światowej. W środku wsi znajduje się murowany kościół katolicki z 1866 roku. Kościół ewangelicki jest nieczynny i zniszczony, wewnątrz zachowały się niektóre elementy wyposażenia. We wsi Klon koniec szlaku.